# كايل إدموند
كايل إدموند (بالإنجليزية: Kyle Edmund)‏ مواليد 8 يناير 1995 في جوهانسبرغ، هو لاعب كرة مضرب بريطاني بدأ مسيرته كمحترف سنة 2011 يلعب باليد اليمنى ويحتل حالياً المرتبة رقم. 83 (29 فبراير 2016) في تصنيف رابطة محترفي كرة المضرب. أعلى تصنيف له في الفردي كان المركز الـ 82 في سنة 2016.

## روابط خارجية
- كايل إدموند على موقع رابطة محترفي التنس (الإنجليزية)
- كايل إدموند على موقع الاتحاد الدولي لكرة المضرب (الإنجليزية)
- كايل إدموند على موقع كأس ديفيز (الإنجليزية)
- كايل إدموند على موقع خلاصة التنس.كوم (الإنجليزية)
- كايل إدموند على موقع إي إس بي إن.كوم (الإنجليزية)
- كايل إدموند على موقع أوليمبيديا (الإنجليزية)
- كايل إدموند على موقع اللجنة الأولمبية البريطانية (الإنجليزية)